# Saint-Jean-sur-Veyle
Saint-Jean-sur-Veyle är en kommun i departementet Ain i regionen Auvergne-Rhône-Alpes i östra Frankrike. Kommunen ligger  i kantonen Pont-de-Veyle som ligger i arrondissementet Bourg-en-Bresse. Kommunens areal är 11,21 km². År 2022 hade Saint-Jean-sur-Veyle 1 154 invånare.

## Befolkningsutveckling
Antalet invånare i kommunen Saint-Jean-sur-Veyle
Referens: INSEE